# Karl Wahlmüller
Karl Wahlmüller (Linz, 22 de outubro de 1913 - 16 de fevereiro de 1944) foi um futebolista austríaco, medalhista olímpico. 

## Carreira
Karl Wahlmüller fez parte do elenco medalha de prata, nos Jogos Olímpicos de 1936.

## Ligações Externas
- Perfil em Databaseolympics